# Ботвино (Ярославская область)
Ботвино — деревня в Большесельском сельском поселении Большесельского района Ярославской области.

## Население
По данным статистического сборника «Сельские населённые пункты Ярославской области на 1 января 2007 года», в деревне Ботвино проживает 3 человека.

## География
Деревня расположена в южной части сельского поселения, на юг от села Новое, в бассейне малой реки Свинцовка, протекающей в 1,5 км к востоку от Ботвино. От села Новое с севера на юг до деревни Ботвино, основная дорога в этой части сельского поселения. На расстоянии около 2 км к северу от Ботвино с восточной стороны от дороги стоит деревня Иванцево. На расстоянии около 1 км к северо-западу от Ботвино стоит деревня Степанцево. Все три деревни стоят на одном поле, окружённом лесами. На расстоянии около 1,5 км на восток от деревни на левом берегу Свинцовки стоят деревни Путалово и Минтихино. На юг деревни на протяжении около 8 км находится заболоченный лес, в котором находятся истоки рек Свинцовка и Левонька. За ним начинаются поля и населённые пункты вдоль реки Молокша, относящиеся к югу к Слободскому сельскому поселению Угличского района, а к юго-востоку Большесельского сельского поселения Большесельского района. В этом направлении в лесном массиве имеется несколько урочищ, полей соответствующих бывшим ранее деревням, с севера на юг: Митино, Починки (деревни Большие и Малые Починки), Быково, Бекренево. К западу от деревни на протяжении около 4 км следует заболоченный лес, за которым следуют поля и населённые пункты Слободского сельского поселения Угличского района в долине реки Кисьма и её притоков.